# Fran Healy
Francis "Fran" Healy (Stafford, Engeland, 23 juli 1973) is een Schotse muzikant. Hij is de zanger en liedjesschrijver van de Schotse band Travis. Hij speelt hoofdzakelijk gitaar, maar schrijft ook liedjes op de piano.

## Muziek
Healy is beïnvloed door liedjesschrijvers als Joni Mitchell, Paul McCartney en Graham Nash (bekend van The Hollies en Crosby, Stills & Nash (& Young)). Healy speelde ook met McCartney en Nash.
Met Travis heeft Healy zeven studioalbums uitgebracht waarvoor hij ook bijna alle nummers schreef. Ook buiten de band is Healy actief; zo verscheen in 2010 zijn soloalbum Wreckorder, en in 2014 verleende Healy zijn medewerking aan Band Aid 30.
In november 2017 kwam Healy naar het Crossing Border-festival als lid van BNQT, een collectief a la Traveling Wilburys. Naast gezamenlijk werk werden er ook solonummers gespeeld.

## Privé
Healy woont sinds 2008 met zijn gezin in Berlijn en heeft ook woningen in Londen en New York.
- Bibsys: 2122583
- Bibliothèque nationale de France: cb16253993d (data)
- Gemeinsame Normdatei: 135056977
- International Standard Name Identifier: 0000 0003 7191 8567
- MusicBrainz: 6a72b3d2-7da1-4831-b439-6d8fcf7b4800
- Nationale Bibliotheek van Tsjechië: xx0176415
- SNAC: w6f640sr
- Système universitaire de documentation: 160694078
- Virtual International Authority File: 165236418
- WorldCat: E39PBJmHP7qhjGTfKQFbH7C84q